# Terpsiphone corvina
Terpsiphone corvina là một loài chim trong họ Monarchidae.